# Splendeuptychia argenteus
Splendeuptychia argenteus är en fjärilsart som beskrevs av William Swainson 1823. Splendeuptychia argenteus ingår i släktet Splendeuptychia och familjen praktfjärilar. Inga underarter finns listade i Catalogue of Life.